# Мезиборжи
Мезиборжи (чеш. Meziboří) град је у Чешкој Републици. Град се налази у управној јединици Устечки крај, у оквиру којег припада округу Мост.

## Становништво
Према подацима о броју становника из 2014. године град је имао 4.753 становника.

## Партнерски градови
- Зајда
- Сољано ал Рубиконе